# Rogoziniec (potok)
Rogoziniec – potok, prawostronny dopływ Bystrzycy Dusznickiej o długości 4,27 km i powierzchni zlewni 4,34 km².
Potok płynie w Górach Bystrzyckich. Jego źródła znajdują się pod szczytem Wolarza na wysokości ok. 800 m n.p.m., uchodzi do Bystrzycy Dusznickiej w jej przełomowym odcinku zwanym Piekielną Doliną, na terenie Polanicy-Zdroju. W swym dolnym odcinku obszar zlewni potoku wchodzi w skład ustanowionego tam obszaru stanowiącego część polskich obszarów Natura 2000.
W dolinie cieku jest system dróg leśnych pn. Piekielny Labirynt.
Na północ od źródeł znajduje się skrzyżowanie dróg leśnych U Huberta niem. Hubertusbild.